# Всеобщие выборы в ДР Конго (2018)
Всеобщие выборы в Демократической Республике Конго прошли 30 декабря 2018 года. Согласно Конституции Демократической Республики Конго, второй и последний срок полномочий президента Кабилы истёк 20 декабря 2016 года. Выборы должны были пройти в 2016 году, но голосование несколько раз было отложено. По официальным данным, на выборах победил кандидат от оппозиции Феликс Чисекеди, но другой оппозиционный кандидат Мартен Файюлу также заявил о своей победе.

## Предыстория
29 сентября 2016 года Независимая национальная избирательная комиссия (ННИК) объявила, что выборы не будут проводиться до начала 2018 года. По словам вице-президента ННИК, комиссия не назначила выборы, так как неизвестно количество избирателей. Объявление появилось через десять дней после протестов в Киншасе против Кабилы, в которых было убито 17 человек. Оппозиция утверждала, что Кабила намеренно задерживает выборы, чтобы остаться у власти.
Соглашение, достигнутое с оппозицией в декабре 2016 года, позволило Кабиле остаться на своём посту с условием проведения выборов в конце 2017 года. Однако 7 июля 2017 года президент ННИК Корнеил Нангаа заявил, что невозможно организовать выборы президента в конце года. Лидер оппозиции Феликс Чисекеди осудил заявление чиновника в Twitter, заявив, что Нангаа «объявил войну конголезскому народу».
В ноябре 2017 в ННИК объявили, что выборы пройдут в декабре 2018, хотя до этого говорили, что выборы невозможно провести до апреля 2019 года из-за проблем с регистрацией избирателей в стране с недостаточно развитой инфраструктурой. Премьер-министр Брюно Чибала в марте 2018 года подтвердил, что выборы состоятся в декабре. Изначально предполагалось, что выборы пройдут 23 декабря, но в последний момент их перенесли на неделю; голосование прошло 30 декабря.
Главой ЦИК на этих выборах был Корнелл Нганга, будущий глава Альянса реки Конго.

## Опросы
Опросы общественного мнения в Демократической Республике Конго редки из-за плохих дорог и отсутствия электричества. Тем не менее, Исследовательская группа Конго (CRG) в октябре 2016 года провела опрос 7545 респондентов в 26 провинциях страны. Опрос показал, что 33 % проголосовали бы за Моиза Катумби, 18 % за Этьена Чисекеди и 7,8 % за действующего президента Кабилу.
Опрос 7500 респондентов, проведённый CRG/BERCI в мае 2017 года, показал, что 38 % проголосовали бы за Катумби, 10 % за Кабилу, по 5 % голосов получили бы Феликс Чисекеди, Витал Камерхе и Жан-Пьер Бемба, 24 % проголосовали бы за других кандидатов, а 13 % отказались бы голосовать.
Опрос, проведённый CRG в марте 2018 года, показал, что Катумби получил 26 %, Чисекеди — 14 %, Адольф Музито и Камерхе — по 9 %, Кабила — 7 %, а Августин Матая Поньо и Обин Минаку — по 3 % каждый.
Опрос Top Congo FM, проведённый в июне 2018 года среди сторонников оппозиции, показал, что Катумби набрал бы 54 % голосов, Камере — 34 %, Бемба — 7 % и Чисекеди — 5 %.
В октябре 2018 года Исследовательская группа Конго провела опрос, согласно которому Чисекеди набрал бы 36 % от общего числа голосов, Камерхе получил бы 17 %, Шадари — 16 %, Файюлу — 8 %, а 5 % не определились или не проголосовали. Остальные голоса были отданы второстепенным кандидатам.

## Последующие события
Национальная независимая избирательная комиссия объявила о переносе проведения всеобщих выборов на март 2019 года в избирательных округах Бени, «Бени-город» и «Бутембо-город» в провинции Северное Киву. Причиной переноса стала вспышка БВВЭ в провинции, а также действие в этих районах террористических вооружённых группировок. Такое решение было встречено протестами со стороны жителей.
С 31 декабря 2018 года власти отключили доступ к интернету в стране, а также ограничили возможность отправлять SMS-сообщения. 2 января 2019 года руководство страны отключило от эфира популярную радиостанцию Radio France internationale и отозвали аккредитацию у её корреспондента, освещавшего прошедшие выборы.
2 января по приказу президента США Дональда Трампа, в Габон были направлены 80 военнослужащих для обеспечения безопасности американским гражданам, которые находятся в Демократической Республике Конго в момент обострения ситуации.
Объявление итогов выборов было назначено на 6 января. Однако за день до этого глава Избирательной комиссии (ННИК) страны Корней Нангаа рассказал, что в настоящее время получены лишь 47 % итоговых протоколов с участков для голосования, поэтому результаты выборов будут объявлены позже. При этом пользующаяся влиянием в стране католическая организация «Национальная епископальная конференция Конго» (Сенко), являвшаяся наблюдателем в кампании, ещё 3 января заявила, что имя победителя уже известно и должно быть объявлено как можно скорее.
8 января президент Замбии Эдгар Чагва Лунгу прибыл в ЮАР на встречу с президентом этой страны Сирилом Рамафосой для обсуждения вопроса прошедших выборов в ДРК и откладывания их результатов.
В этот же день председатель ННИК Корнейлл Нангаа заявил, что результаты будут получены до 11 января.
9 января в штабе оппозиционного кандидата Феликса Чисекеди рассказали о встрече с представителями администрации Кабилы, в ходе которой был гарантирован мирный переход власти от действующего президента к Чисекеди. В свою очередь Барнабе Кикайя Бин Каруби, представитель штаба кандидата от власти Эммануэля Рамазани Шадари и советник Президента ДРК, опроверг проведение такой встречи. В штаб оппозиционера Мартена Файюлу такая информация принесла обеспокоенность. Там возникли опасения, что Кабила предпримет попытку обсудить вопрос раздела власти с Чисекеди, и что в итоге приведёт к победе кандидата от правительства — Шадари.
Рано утром 10 января 2019 года результаты выборов были опубликованы Национальной независимой избирательной комиссией. Победу одержал кандидат от оппозиции Феликс Чисекеди. Мартен Файюлу заявил, что в действительности на выборах победил он, и пообещал обжаловать итоги выборов в суде. Католическая церковь ДР Конго, а также правительства Великобритании и Франции подвергли сомнению официальные результаты выборов. Если результаты не изменятся, то Чисекеди станет первым оппозиционным кандидатом, выигравшим президентские выборы в ДР Конго с 1960 года, когда страна обрела независимость.
Файюлу заявил 12 января, что он обратился в Конституционный суд ДРК с требованием аннулировать результаты и произвести пересчёт голосов. Представители его штаба считают, что он получил 62 % голосов. Ранее представители организации Национальная епископальная конференция Конго, представляющей католическую общину страны, заявили, что официальный результат президентских выборов не соответствует полученным ими данным. 20 января Конституционный суд ДРК отклонил апелляцию Файюлу и подтвердил победу Чисекеди, после чего Файюлу заявил, что он является законным президентом ДРК, призвал к массовым протестам и попросил международное сообщество не признавать официальные результаты выборов.

## Результаты

### Президентские выборы
| Кандидат                                                                       | Кандидат                              | Партия                                                             | Голосов    | %     |
| ------------------------------------------------------------------------------ | ------------------------------------- | ------------------------------------------------------------------ | ---------- | ----- |
|                                                                                | Феликс Чисекеди                       | Союз за демократию и социальный прогресс                           | 7 051 013  | 38,57 |
|                                                                                | Мартен Файюлу                         | Динамика конголезской политической оппозиции                       | 6 366 732  | 34,83 |
|                                                                                | Эмманюэль Рамазани Шадари             | Независимый, поддержан Народной партией реконструкции и демократии | 4 357 359  | 23,84 |
|                                                                                | Жан-Филибер Мабая Гизи Амин           | Радуга Конго                                                       |            |       |
|                                                                                | Мари-Жозе Ифоку                       | Альянс элит для нового Конго                                       |            |       |
|                                                                                | Раджабхо Тебабхо Соборабо             | Конголезский союз за реформу                                       |            |       |
|                                                                                | Пьер Оноре Казади Луконда Нгубе-Нгубе | Народный фронт за справедливость                                   |            |       |
|                                                                                | Сет Кикуни                            | Независимый                                                        |            |       |
|                                                                                | Трифон Кин-Ки-Мулумба                 | Независимый                                                        |            |       |
|                                                                                | Чарльз Лунтадила                      | Независимый                                                        |            |       |
|                                                                                | Сильвен Морис Машеке                  | Независимый                                                        |            |       |
|                                                                                | Джозеф Малута                         | Независимый                                                        |            |       |
|                                                                                | Фрэнсис Мвемба                        | Независимый                                                        |            |       |
|                                                                                | Теодор Нгой Илунга ва Нсенга          | Независимый                                                        |            |       |
|                                                                                | Ален Даниэль Шекомба                  | Независимый                                                        |            |       |
|                                                                                | Ноэль К Циани Муадиамвита             | Независимый                                                        |            |       |
|                                                                                | Габриэль Мокия Мандембо               | Движение конголезских демократов                                   |            |       |
|                                                                                | Ив Мпунга                             | Первая политическая сила                                           |            |       |
|                                                                                | Бадибанга Нтита Сами                  | Прогрессивы                                                        |            |       |
|                                                                                | Фредди Матунгулу                      | Избирательная синергия нашего Конго                                |            |       |
|                                                                                | Витал Камерхе                         | Союз Конголезской Нации                                            |            |       |
| Испорчено бюллетеней                                                           | Испорчено бюллетеней                  | Испорчено бюллетеней                                               |            | -     |
| Всего                                                                          | Всего                                 | Всего                                                              | 18 329 318 |       |
| Зарегистрировано избирателей/явка                                              | Зарегистрировано избирателей/явка     | Зарегистрировано избирателей/явка                                  |            | 47,56 |
| Источник: Jeune Afrique. www.jeuneafrique.com. Дата обращения: 13 января 2019. |                                       |                                                                    |            |       |

### Парламентские выборы
| Партия или альянс | Партия или альянс                                          | Голоса     | %     | Места          | Места         | Места | +/-  |
| Партия или альянс | Партия или альянс                                          | Голоса     | %     | Одномандатники | Пропорционалы | Всего | +/-  |
| ----------------- | ---------------------------------------------------------- | ---------- | ----- | -------------- | ------------- | ----- | ---- |
|                   | Народная партия реконструкции и демократии (PPRD)          |            |       | 52             | 56            | 108   | ▲ 46 |
|                   | Альянс демократических сил Конго(AFDC-A)                   |            |       | 41             | 68            | 109   | ▲ 94 |
|                   | Союз за демократию и социальный прогресс (UDPS/Tshisekedi) |            |       | 32             | 43            | 75    | ▲ 52 |
|                   | Альтернатива за изменения (AAB)                            |            |       | 32             | 43            | 75    | ▲ 75 |
|                   | Народная партия за мир и демократию(PPPD)                  |            |       | 21             | 46            | 67    | ▲ 54 |
|                   | Социальное движение (MS)                                   |            |       | 23             | 25            | 48    | ▲ 48 |
|                   | Альянс за хорошее управление (AABC)                        |            |       | 22             | 24            | 46    | ▲ 46 |
|                   | Движение освобождения Конго (MLC)                          |            |       | 22             | 23            | 45    | ▲ 45 |
|                   | Альянс демократов за возрождение и прогресс (ADRP)         |            |       | 21             | 24            | 45    | 45   |
|                   | Альянс Конголезских движений (AMK)                         |            |       | 21             | 20            | 41    | 41   |
|                   | Группа 7 (G7)                                              |            |       | 10             | 26            | 36    | ▲ 36 |
|                   | Движение за хорошие условия(AAAC)                          |            |       | 10             | 26            | 36    | ▲ 36 |
|                   | Альянс строителей Конго (ABCE)                             |            |       | 11             | 23            | 34    | 34   |
|                   | Будущее Конго (ACO)                                        |            |       | 12             | 20            | 32    | 32   |
|                   | Ралли за реконструкцию Конго(RRC)                          |            |       | 11             | 23            | 34    | ▲ 23 |
|                   | Политальянс(ALLIANCE)                                      |            |       | 8              | 15            | 23    | ▲ 23 |
|                   | Альянс демократических альтернатив (AAD)                   |            |       | 7              | 15            | 22    | ▲ 22 |
|                   | Христианско-демократическая партия (PDC)                   |            |       | 11             | 11            | 22    | ▲ 22 |
|                   | Конголезская партия развития (PCD)                         |            |       | 11             | 11            | 22    | ▲ 22 |
|                   | Лумумбисты (PALU-A)                                        |            |       | 17             | 20            | 37    | ▲ 20 |
|                   | Союз Конголезской нации (UNC)                              |            |       |                |               | 14    | ▼ 3  |
|                   | Динамика оппозиции (DO)                                    |            |       |                |               |       |      |
|                   | Соцдвижение обновления (MSR)                               |            |       |                |               |       |      |
|                   | Вместе за изменения (EPC)                                  |            |       |                |               |       |      |
|                   | Наше Конго (CNB)                                           |            |       |                |               |       |      |
|                   | Ралли Конголезской демократии (RCD)                        |            |       |                |               |       |      |
|                   | Другие                                                     |            |       |                |               |       | -    |
|                   | Независимые                                                |            |       |                |               |       |      |
|                   | Отложено                                                   |            |       | 1              | 14            | 15    | -    |
|                   |                                                            |            |       |                |               |       |      |
|                   | Фронт за Конго(PPRD-PPPD-AFDC-AAB-другие)                  |            |       |                |               | 337   |      |
|                   | Ламука (DO-MLC-EPC-PALU-CNB-MSR)                           |            |       |                |               | 94    |      |
|                   | Направление на изменение (UDPS/Tshisekedi-UNC)             |            |       |                |               | 46    | ▼ 12 |
|                   |                                                            |            |       |                |               |       |      |
| Всего голосов     | Всего голосов                                              | 18 161 182 | 99,08 |                |               |       |      |
| Недействительные  | Недействительные                                           | 168 136    | 0,92  |                |               |       |      |
| Всего             | Всего                                                      | 18 329 318 | 100   | 60             | 440           | 500   | ▬    |
| Воздержались      | Воздержались                                               | 20 212 820 | 52.44 |                |               |       |      |
| Участие           | Участие                                                    | 38 542 138 | 47,56 |                |               |       |      |